# 约翰·古德利克
约翰·古德利克（英語：John Goodricke，1764年9月17日—1786年4月20日），英籍荷兰裔天文学家，在变星领域做出了突出的贡献。

## 生平
古德利克1764年出生于荷兰，幼年时因发烧导致聋哑。他在少年时就对星空产生了深厚的兴趣。1782年冬季，不满20岁的古德利克持续观测了位于英仙座的变星大陵五（英仙座β星），测算出它的光变周期为2天20小时49分8秒，并且提出了大陵五的光变机理，认为大陵五是由一亮一暗两颗恒星组成的双星系统，两颗星相互环绕运转，当两颗星相互遮掩时，总体亮度就变暗。1888年德国天文学家沃格耳使用分光法证实了古德利克这个设想。这种双星现在叫做食双星，或食双星。古德利克1783年5月向英国皇家学会报告了他的理论，并因此获得英国皇家学会的科普利奖章。
接下来的两年里，古德利克又先后发现两颗变星：天琴座β（中文名渐台二）和仙王座δ（中文名造父一）。古德利克正确地指出仙王座δ星是一颗本身光度就在变化的真正意义上的变星。以仙王座δ星为代表的一大类恒星称为造父变星。
1786年，古德利克当选英国皇家学会会员。两个星期后，未满22岁古德利克因过度劳累去世。为纪念这位聋哑天文学家，古德利克去世后约克大学的古德利克学院以他的名字命名。

## 参阅
- 食双星
- 造父变星